# Nanpa
Le nanpa (ナンパ?), scris și nampa, se referă, în cultura japoneză, la un tip de flirt și de seductie în rândul persoanelor tinere de aproximativ 20-30 de ani. Se referă cel mai des la ,,vânătoarea fetelor" și are o conotație negativă. În anumite zone des frecventate se găsesc indicatoare care interzic nanpa.
Practica în care femeile atacă bărbații într-un mod similar cu nanpa se numește gyakunan.

## Etimologie
„Nanpa” este un cuvânt nou apărut în epoca Meiji find antonimul cuvântului „kouha“. Era scris inițial cu kanji 軟 派 sau 軟 派 (lit. „școală moale”). Sensul cuvântului a evoluat constant, el fiind diferit de ceea ce înseamnă astăzi. Inițial, cuvântul era un termen politic care se referea la „partide cu opinii și propuneri indolente” sau „persoane incapabile să susțină o opinie puternică” (1892), apoi sensul acestuia s-a schimbat în „departamente sau jurnaliști responsabili de subiecte prestigioase precum societatea sau literatura în ziare și reviste” (1901) și, în sfârșit, acesta a ajuns să descrie o „parte a tineretului în căutarea membrilor sexului opus și a hainelor frumoase” (1909)  . În general, acest termen semnifică faptul că oamenii sunt mai interesați de plăcere și îngăduință decât de activitățile „grele” precum politica, mediul academic sau atletismul. 
Cuvântul folosit pentru „vânătoarea” iubitului de către femei, gyakunan, reprezinyă alipirea cuvântului gyaku (逆? lit. „invers”) cu prima parte a cuvântului nanpa  .

## Descriere
Nanpa se practică cel mai adesea de către bărbații tineri. Grupuri de „băieți nanpa” se adună în jurul locurilor în care abundă pietonii (poduri, stații de metrou, centre comerciale etc.) și se apropie de ei în speranța de a primi o întâlnire. Grupurile nanpa poartă de obicei haine la modă cu costume frumoase, pantofi scumpi și coafuri extravagante. Datorită stilului lor vestimentar, băieții nanpa sunt uneori considerați de către gaijin („străini”) ca angajați ai barurilor de băieți, care se plimbă de asemenea în aceste zone apropiindu-se de diferite femei. 
Odată cu un număr din ce în ce mai mare de participanți la napa și plângeri din ce în ce mai dese, multe regiuni din Japonia răspund mai puternic la această practică. De exemplu, în multe locuri de adunare a tinerilor, cum ar fi arcadele, există semne Interzis Nanpa, iar poliția din orașele japoneze foarte populate ia măsuri. Acest fapt poate fi un răspuns al fricii tot mai mari în rândul tinerelor femei japoneze de răpire sau viol. Districtul Shibuya este deosebit de sever cu băieții după cazul răpirii a patru fete de către un bărbat de vârstă mijlocie în iulie 2003  . 

## Nanpa homosexuală
Japonia are, de asemenea, o cultură homosexuală nanpa, în special în districtul de divertisment homosexual din Shinjuku ni-chōme . 

## Nanpa din perioada Meiji
Nanpa în rândul studenților din epoca Meiji s-a referit la grupări de tineri îmbrăcați elegant cărora le plăcea să urmărească fete, într-un stil european, spre deosebire de grupările kouha care preferau stilul tradițional japonez și se angajau deseori în relații homosexuale  .